# Amata kuhlweini
Amata kuhlweini är en fjärilsart som beskrevs av Lefèbvre 1831. Amata kuhlweini ingår i släktet Amata och familjen björnspinnare. Inga underarter finns listade i Catalogue of Life.